# Fußball in Namibia
Fußball ist in Namibia eine der meistgespielten Sportarten. Seit 2018 hat er, neben Rugby und Netball, den Status eines namibischen Nationalsports. Fußball wird in Namibia semiprofessionell betrieben.

## Geschichte

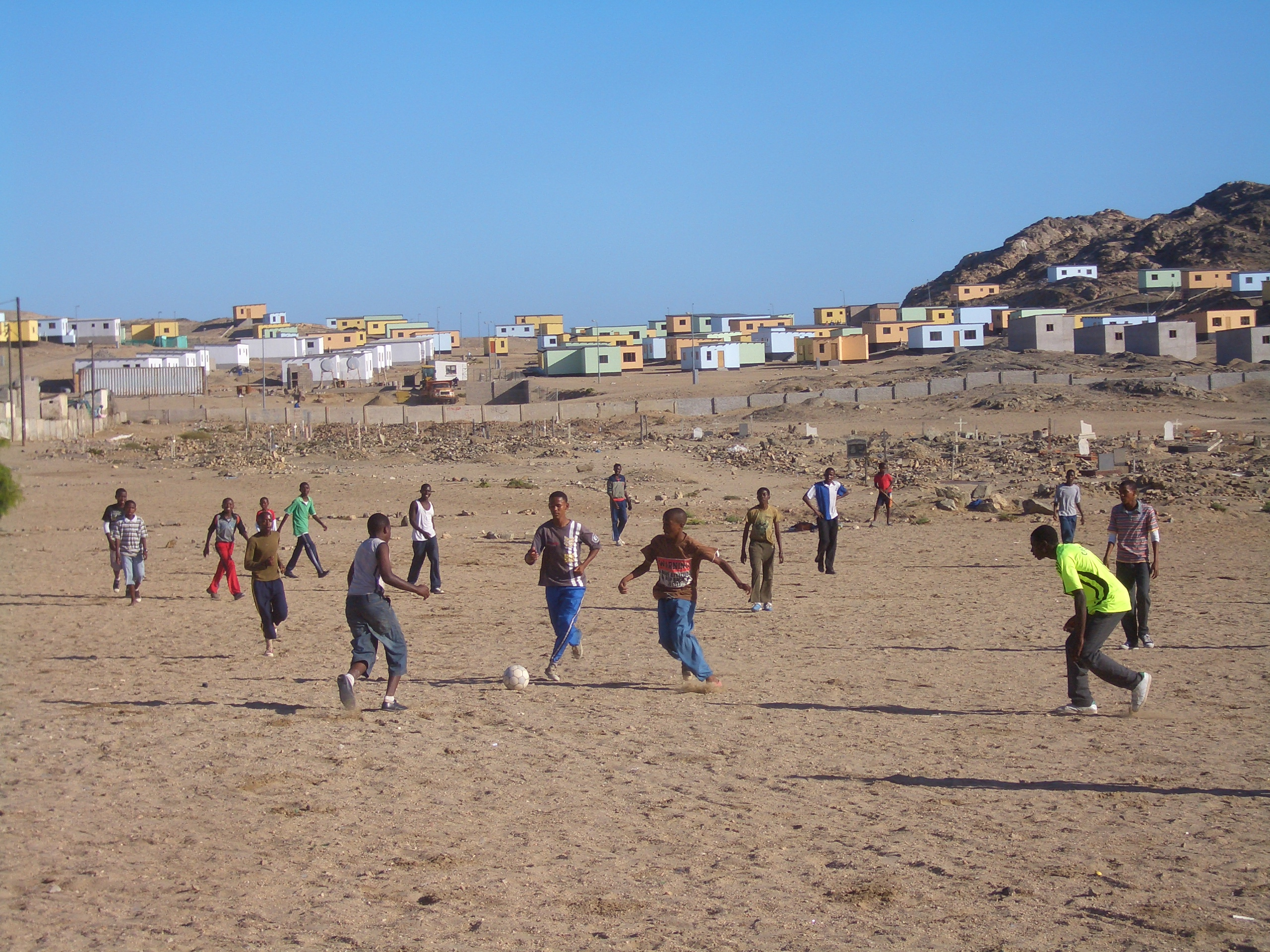
Typische Nachwuchsfußballszene in Lüderitz

Erste nachweisbare offizielle Spiele fanden Anfang des 20. Jahrhunderts zu Zeiten Deutsch-Südwestafrikas statt. Hierauf lässt die Austragung des Südwestpokal von 1910 bis 1913 schließen. Als erster reiner Fußballverein soll sich 1916 in Südwestafrika Savages gegründet haben.
Noch heute (Stand 2020) besteht als wohl ältester Fußballverein der Ramblers Club, der 1925 in der Old Location gegründet wurde.
Spätestens ab den 1950er Jahren wurde Fußball vor allem in den Townships immer beliebter. Bedingt durch die Apartheidgeschichte wird er vor allem von der schwarzen Bevölkerung in Namibia gespielt, während Rugby traditionell als „weißer“ Sport galt. Etwa ab 1960 wurden Sportplätze in den Wohngebieten der Schwarzen errichtet. Zu dieser Zeit soll es landesweit bereits etwa 20 formale Fußballclubs gegeben haben.
Ab den 1960er Jahren gab es verschiedene regionale und nationale Fußballdachverbände:
- South West African Bantu Football Association (SWABFA), die später die Central National Football Association (CNFA) wurde
  - Katutara Football Association (KAFA) – in den 1970ern gegründet
- South West African Football Association (SWAFA)
  - Central District Football Association
- Coastal District Football Association (CDFA) – in der Enklave Walvis Bay
  - Kuisebmond Football Association (KFA) – nur für schwarze Einwohner
  - Western Football Association (WFA) – nur für weiße Einwohner

## Hintergrund

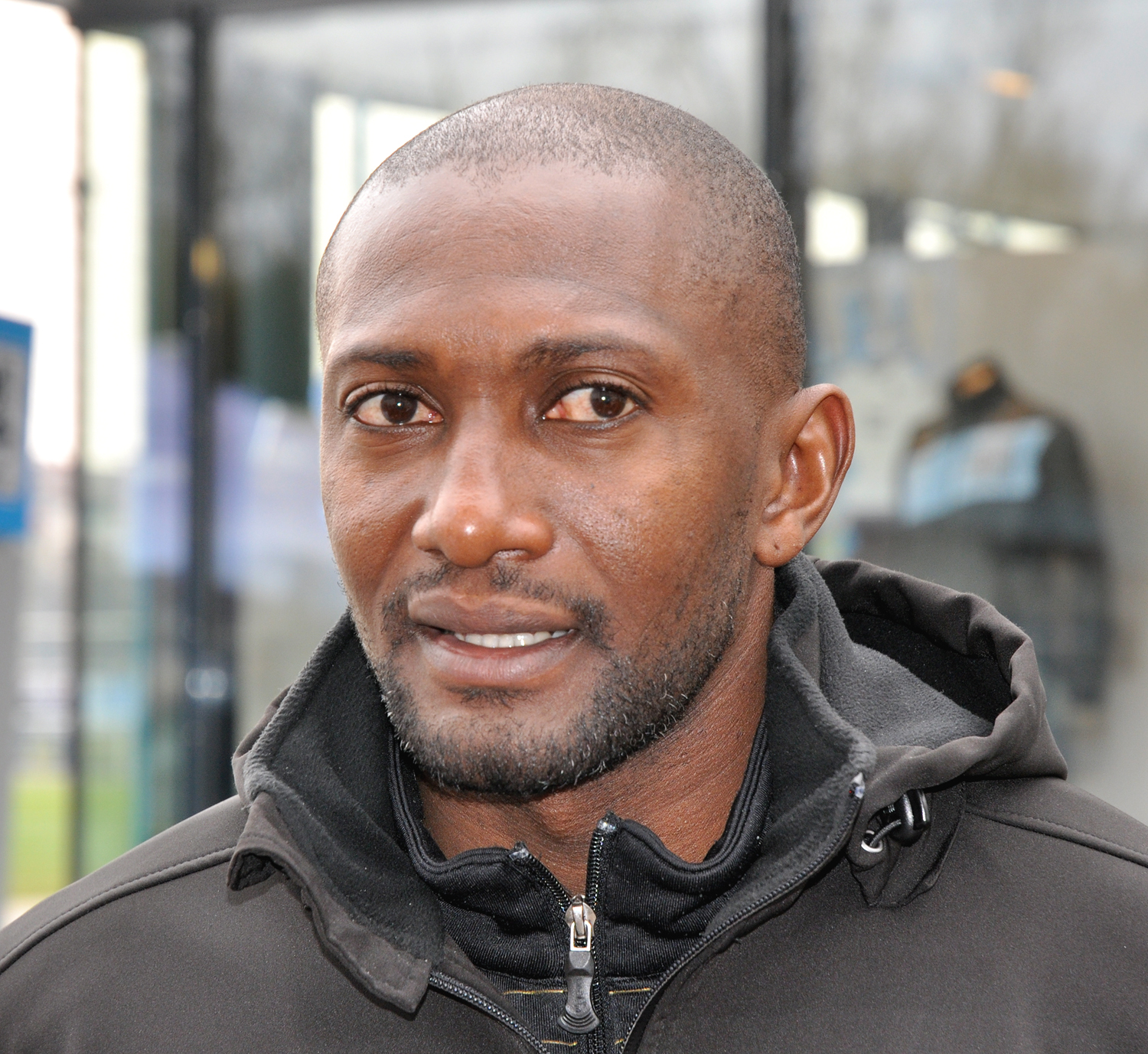
Collin Benjamin, der international erfolgreichste namibische Fußballspieler

Fußball ist eine von der Namibischen Sport-Kommission akkreditierte Sportart und die 1990 gegründete Namibia Football Association (NFA) der organisierende Dachverband. Seit 1992 ist die NFA Mitglied der FIFA und der Confédération Africaine de Football (CAF). Seit dem 11. August 2021 gibt es mit der Namibia Premier League (NPL) einen zweiten anerkannten Fußball-Dachverband im Land. Er ist nicht Mitglied der CAF oder FIFA. NPL war zuvor seit 1990 Organisator der höchsten Spielklassen im Fußball unter dem Dach der NFA.
Namibia bewarb sich – nicht erfolgreich – mit Unterstützung unter anderem der NFA und bekannten Persönlichkeiten wie Frank Fredericks um die Ausrichtung der Fußball-Afrikameisterschaft 2010 und 2012. Namibia war Gastgeber der Fußball-Afrikameisterschaft der Frauen 2014.
Zu den international bekannteste namibischen Fußballspielern gehören Collin Benjamin (2001–2011 beim Hamburger SV), Razundara Tjikuzu (1999–2006 bei Werder Bremen, Hansa Rostock und MSV Duisburg), Manfred Starke (seit 2010 bei Hansra Rostock, FC Carl Zeiss Jena bzw. 1. FC Kaiserslautern), Oliver (2002–2013 bei diversen Vereinen in Deutschland und Europa) und Wilko Risser (2003–2012 bei diversen Vereinen in Deutschland und Europa) und Rudolf Bester (Rekordtorschütze in der Nationalmannschaft). Die Namibierin Zenatha Coleman gilt als bester Spieler des Landes aller Zeiten und eine der besten Fußballerinnen Afrikas.

### Skandale
Von Oktober 2018 bis Februar 2020 wurde die NFA von einem von der FIFA eingesetzten Normalisierungkomitee geleitet. Die Aufgabe war es den Verband wieder in ordentliche Verhältnisse zu überführen und Wahlen für die höchsten Positionen der NFA zu organisieren. Diese Zeit endete am 22. Februar 2020 mit der Wahl von Ranga Haikali zum NFA-Präsidenten.
Anfang August 2020 kündigte die NFA die Gründung einer eigenen ersten Liga an, nachdem zuvor die Namibia Premier League (NPL) als Mitglied ausgeschlossen wurde. Die Gründung wurde sowohl vom Sportministerium als auch der FIFA gut geheißen, da die NFA einzig legale Vertretung des Sports in Namibia ist. Die NPL hatte sich monatelang gegen Vorgaben der NFA und NPL zur Aufnahme der Saison 2019/20 gesträubt. Aus diesem Skandal rührte später die gerichtliche Durchsetzung der Anerkennung der NPL als zweitem Fußballdachverband im Land.

## Vereinsfußball

### Vereine
Namibias Fußballvereine sind gewachsene Sportclubs und folgen nicht dem unter anderem in den Vereinigten Staaten von Amerika verbreiteten Franchise-Konzept. Startrechte in der Namibia Premier Football League und der First Division können dennoch weiterverkauft werden. Dies tat zuletzt der SK Windhoek im Jahr 2013 und Tura Magic im August 2023.
Als ältester noch bestehender Fußballverein des Landes gilt der Ramblers Club. Erfolgreichster Ligaverein ist Black Africa mit elf Meistertiteln.

### Ligen und Wettbewerbe
Die höchste Spielklasse im namibischen Vereinsfußball war von 1990 bis 2020 die Namibia Premier League (NPL), die unter dem Dach der gleichnamigen Organisation ausgetragen wurde. Diese wurde zuletzt in der Saison 2018/19 ausgetragen. Darunter befand sich die von der NFA organisierte Namibia First Division, deren Auf- und Absteiger in zwei bis drei regionalen Ligen ermittelt wurde. Die Namibia Second Division wurde ebenso direkt von der NFA organisiert und fand zuletzt 2023 statt. Landesweiter Pokalwettbewerb ist der NFA-Cup, der seit 1990 jährlich ausgetragen wird. Seit 2021 ist die von der NFA direkt organisierte Namibia Premier Football League die höchste Spielklasse.

Logo des NFA-Cup zwischen 2013 und 2016

Im Frauenfußball gibt es lediglich mit der Namibia Women’s Super League unter dem Dach der NFA eine Liga. Dieser findet seit 2023 wieder jährlich statt. Zudem organisieren regionale Fußballverbände eigenen Frauenligen, die teilweise auch als nationale Liga zeitweilig anerkannt wurden.
Der Jugendfußball in Namibia ist aktiv. 2009 spielten in 18 Jugendligen und 144 Vereinen mehr als 3000 Spieler. Regionale Ligen wurden bzw. werden in den Altersstufen U-17-Junioren, U-15 sowie bei den Mädchen U-16 ausgetragen. Die wichtigste Jugendfußballiga des Landes ist die Hopsol Youth Soccer League, die landesweit in sieben Altersklassen ausgerichtet wird sowie die LiquiFruit League, die in sechs Altersklassen organisiert ist. Von der FIFA initiiert und gefördert ist das Juniorinnen-Programm Galz & Goalz.

#### Ligen
1. Namibia Premier Football League (ehemals Namibia Premier League)
2. Namibia First Division – in drei Teilligen
3. Namibia Second Division – in 14 regionalen Ligen
4. Namibia Third Division – in 14 regionalen Ligen, die zumeist geografisch in bis zu drei Teilligen gegliedert sind

#### Wettbewerbe
Im Jugend- und Männerbereich gibt es zahlreiche regelmäßig ausgetragene Turniere. Zu den wichtigsten außerhalb des Freizeitfußballs zählen die folgenden. Die bekannten Sieger mit Jahreszahl sind angegeben.
- Atlantis Cup (1960) – Atlantis SC
- Castle Classic Cup (1989–1994) – Black Africa (1989, 1993), Young Ones (1990), Sorento Bucs (1991), African Stars (1992), Liverpool (1994)
- Christmas Cup (Freizeitpokal)
- Dave’s Furnishers Cup (1974–1978) – African Starts (1974), Blue Waters (1978)
- FNB Cup (vor 2005–2009) – Blue Waters (2× vor 2005, 2005), Civics (2006), Ramblers (2007), Eleven Arrows (2008), Tigers (2009)
- Gorges Cup (1956–1971) – SK Windhoek (1956, 1957, 1961, 1971), Ramblers (1958, 1959, 1967), Sparta Windhoek (1972)
- Green Cross Cup (–1971) – Swakopmund FC (1971)
- Hage-Geingob-Cup (seit 2014)
- Hansa Cup (1969–1993) – Swakopmund FC (1969), Sporting (1987), CS Maritimo (1988), SFC United (1993)
- Hansa Pilsener Cup (2006–2008) – Tough Guys (2006), Onambula United (2007), United Stars (2008)
- Harders Cup (2017–2019) – Youngsters (2017, 2019), Orange Rangers (2018)
- Isak Kahatjipara Trophy (1984) – Blue Waters
- John Player Special Cup (1986–1988) – Black Africa (1987, 1987), Eleven Arrows (1988)
- Khorixas Tournament (1971–1976) – Orlando Pirates (1971), Namib Woestyn  (1972), BMC (1973, 1974, 1976), Ramblers (1975)
- Mainstay Cup (1977–1990) – Ramblers (1977, 1985), Orlando Pirates (1978, 1979, 1990), African Stars (1980, 1981, 1984, 1986), Black Africa (1982, 1983, 1987, 1989), Young Ones (1988)
- Metropolis Life Cup (1986–1989) – Young Ones (1986, 1988), Benfica (1987), Eleven Arrows (1989)
- Metropolitan Champion of Champions Cup (1986–1999) – Young Ones (1986, 1988), Chelsea (1987), Orlando Pirates (1989), Black Africa (1990, 1991, 1993), African Stars (1992), Civics (1994, 1995), Tigers (1996), Chief Santos (1999)
- MTC Christmas Cup (2001–2004) – Blue Waters (2001, 2002, 2003), Black Africa (2004)
- Navachab Cup (1993) – Eleven Arrows
- Newspaper-Cup (seit 2001); Regionalpokal, ausgetragen zwischen 14 Regionen
- NNSL League Cup (1985–1987) – African Stars (1985), Eleven Arrows (1987)
- Novel Ford Cup (1986–1989) – Orlando Pirates (1986, 1989), Benfica (1987), Sorento Bucs (1988)
- Sam Nujoma Cup (2004–2005) – Black Africa
- Samwel Thaniseb Cup (1980) – Blue Waters
- Soccer Spectacular(1992) – Liverpool
- Südwestpokal (1910–1913) – MTV Usakos (1911, 1912, 1913)
- Top 8 Cup (1993–1996, seit 2019) – Liverpool (1993), African Stars (1994, 2019), Blue Waters (1996)
- Top Score 7-A-Side (Jugendturnier)
- Trumps Cup (1964) – Rigets  Windhoek
- Tsumeb Easter Weekend Tournament (1969–1990) – Orlando Pirates (1969, 1974, 1977), African Stars (1978), Monaco FC (1990)
- Tückmantel Cup (1952–1975) – Ramblers (1952), Fortuna (1954), SK Windhoek (1975)
- Werner Dupene Cup (1987) – Blue Waters
- Windhoek Lager Cup (1988–2005) – Flamingso (1988), Black Africa (1990), Eleven Arrows (1991), Ramblers (2005)
- Winson Cup (1960–1961) – Atlantis SC
- Witbooi Cup (circa 1940–1950) – Alabama FC (1950)

## Legionäre
Fußballlegionäre Namibias spielen vor allem im benachbarten Botswana (mit Stand Dezember 2023 14 Erstligaspieler), Südafrika und im Kosovo.

## Nationalmannschaften
Die namibische Fußballnationalmannschaft wurde 1990, die namibische Fußballnationalmannschaft der Frauen 2003 gegründet. Beide Mannschaften konnten sich bisher (Stand 2020) nicht für eine Fußball-Weltmeisterschaft qualifizieren. Die Herren nahmen 1998, 2008 und 2019 an der Kontinentalmeisterschaft teil und scheiterten jeweils in der Vorrunde. 2018 und 2021 qualifizierte sich die Mannschaft für die Afrikanische Nationenmeisterschaft. 2018 wurde das Viertelfinale erreicht. Größter Erfolg war der Sieg beim COSAFA Cup 2015 in Südafrika. Ronald Ketjijere ist mit 74 Einsätzen Rekordnationalspieler, Rudolf Bester mit 13 Toren erfolgreichster Torschütze. Es besteht eine U23-, U-20- und U-17-Nationalmannschaft. Letztere gewannen 2016 die COSAFA U-17-Meisterschaft.
Die Frauen nahmen 2014 an der Fußball-Afrikameisterschaft der Frauen im eigenen Land teil und scheiterten in der Vorrunde. Es gibt zudem eine U-20-Nationalmannschaft der Frauen.

## Umfeld

### Stadien

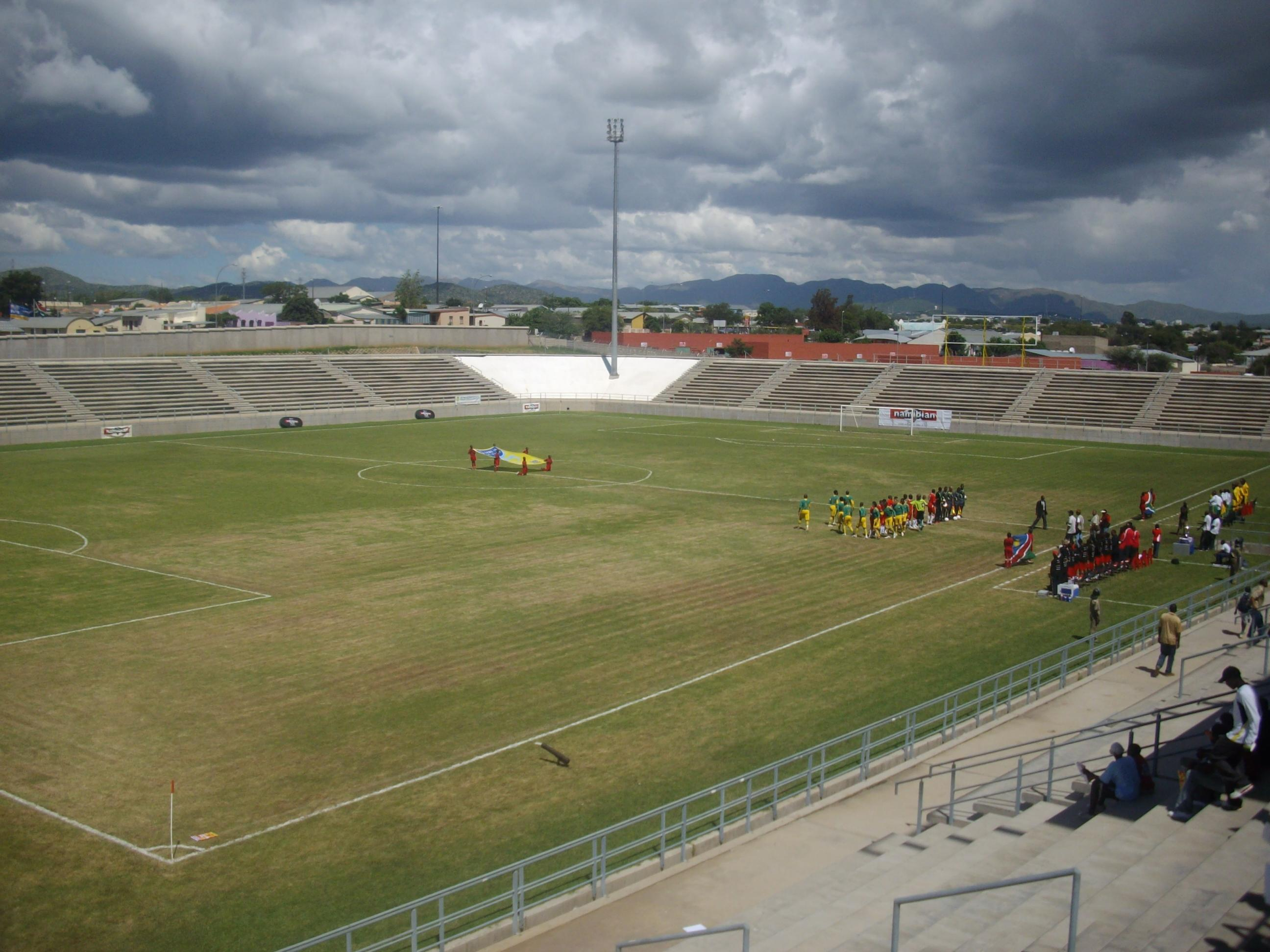
Sam-Nujoma-Stadion in Windhoek

Namibia verfügt über diverse Stadien, wovon es sich bei den wenigsten um reine Fußballarenen handelt. Lediglich das Sam-Nujoma-Stadion in Windhoek ist das einzige reine Fußballstadion im Land. Von der FIFA für internationale Spiele akkreditiert war neben dem Sam-Nujoma-Stadion noch das Independence Stadium in Windhoek. Beide verloren 2020/21 ihre Zulassung, so dass seitdem alle Heimspiele der Nationalmannschaft in Südafrika ausgetragen werden müssen. Im Juli 2025 wurde bekanntgegeben, dass fortan das Obed Itani Chilume Stadium in Francistown in Botswana als Heimspielstadion genutzt werden soll.
Namibia ist potentieller Empfänger von Gelder aus einem FIFA-Förderungsprogramm, dass den Bau eines internationalen Stadions in allen Staaten Afrikas vorsieht.

### Fans
Obwohl Ligaspiele generell kostenlos sind und Pokal- und Länderspiele nur wenige Namibia-Dollar Eintritt kosten, besuchen meist nur maximal wenige hundert Fußballfans die Spiele. Eine Feierstimmung wie in zahlreichen afrikanischen Staaten kommt selten auf. Nur wenige Fans fühlen sich einem Club eng verbunden. Ultra-Bewegungen im Land sind unbekannt.

### Wirtschaft
16 Jahre lang bis 2020 war der Mobilfunkbetreiber MTC Namibia Hauptsponsor der Namibia Premier League, ehe die Zusammenarbeit aufgrund anhaltender Probleme (siehe zuvor unter Skandale) den Vertrag kündigte. Zuletzt wurden 15 Millionen Namibia-Dollar pro Saison bezahlt, insgesamt seit Beginn der Zusammenarbeit mehr als 168 Millionen Namibia-Dollar. In der Saison 2009/10 lag die Sponsoringhöhe noch bei N$ 4,7 Millionen. Von 1990 bis 2007 war MTC im Rahmen des The Football Consortium, gemeinsam mit der FNB Namibia und Namibia Breweries Sponsor. Seit 2022 ist Debmarine Namibia Hauptsponsor der Namibia Premier Football League.
Der NFA-Cup wird, ebenso wie die Hopsol-Jugendliga und der Hage-Geingob-Cup von MTC gesponsert.
Es gibt keine Fernsehgelder für den namibischen Fußball, da die Liga- und Pokalspiele nicht regelmäßig übertragen werden. Die Vereine finanzieren sich durch eigene Einnahmen sowie Startgelder (z. B. N$ 30.000 pro Monat in der Saison 2009/10) und Preisgelder (z. B. für den Meistertitel in der Saison 2010/11 1 Million Namibia-Dollar). Ein Spieler in der Namibia Premier League erhält ein Gehalt von maximal 10.000 Namibia-Dollar pro Monat (Stand 2015).